# Carter (Automobilhersteller)
S. Carter war ein britischer Automobilhersteller, der 1913 in Selly Oak, Birmingham, tätig war.
Das einzige angebotene Modell war ein Cyclecar. Der Wagen wurde von einem Vierzylinder-Reihenmotor angetrieben, der 6,2 bhp (4,6 kW) leistete. Die Kraftübertragung erfolgte mit einer Kardanwelle.